# De voksnes rækker (kortfilm)
 For alternative betydninger, se De voksnes rækker. (Se også artikler, som begynder med De voksnes rækker)
De voksnes rækker er en dansk kortfilm fra 2017 instrueret af Maj-Britt La Cour.

## Handling
Rosa skal konfirmeres, og far og mor holder fest for hele familien. Men snart får hun færten af, at der bag skåltaler og glade miner gemmer sig en hemmelighed, som hendes forældre bestemt ikke vil have frem i lyset.

## Medvirkende
- Emilie Koppel, Rosa
- Trine Pallesen, Mor
- Jacob Hauberg Lohmann, Far
- Julie Agnete Vang, Barbara
- Vibeke Hastrup, Vivi
- Victoria Kristiane Bech, Emilie